# 安迪·拜福德
安迪·拜福德（英語：Andy Byford，1965年—）是一位英國的僱員，目前於大都會運輸署任職，並從2018年1月起成為紐約市公共運輸局（NYCTA）的董事長。在拜福德調至紐約之前，他曾於2011年至2017年期間成為多倫多公車局（TTC）的首席執行官。在拜福德任職多倫多公車局期間，他曾為多倫多的公共交通運輸系統作出過一些貢獻，當中包括將服務制度與質量升級，以及使營運系統現代化。除此之外。他亦曾是澳大利亞新南威爾士州鐵路局的首席執行官，同時也是倫敦交通局的經理。

## 教育
拜福德在英國普利茅斯長大。之後在法國的波城大學和英國的萊斯特大學的學習生涯裡，共獲得了兩項榮譽。他也獲得了英國交通大學和法國波城大学的畢業證書和職業許可證。

## 職業生涯

### 早期職業生涯
他在1989年的時候在倫敦地鐵當上一名站長，隨後又在地上鐵国王十字圣潘克拉斯站當上了一名站務經理。過了一段時間后，他晉升為一名旅客服務總經理，同時管理倫敦地鐵的好幾條線路的旅客服務。隨後在2003年至2006年期間被調往東南鐵路做一名運營安全總監，又在2006年與2009年期間被調往南方鐵路做一名鐵路運營總監。 他在被調往澳大利亞新南威爾士州鐵路局做一名首席執行官時達到事業巔峰期。

### 多倫多公車局
2011年11月，拜福德被多倫多公車局（TTC）僱用。在剛上任的不久，由於舊總經理加里·韋伯斯特被公車局開除了，所以正空缺的總經理席位就由拜福德臨時擔任，後來因為管理妥當，在2012年3月拜福德正式晉升為總經理并且改名為首席執行官。

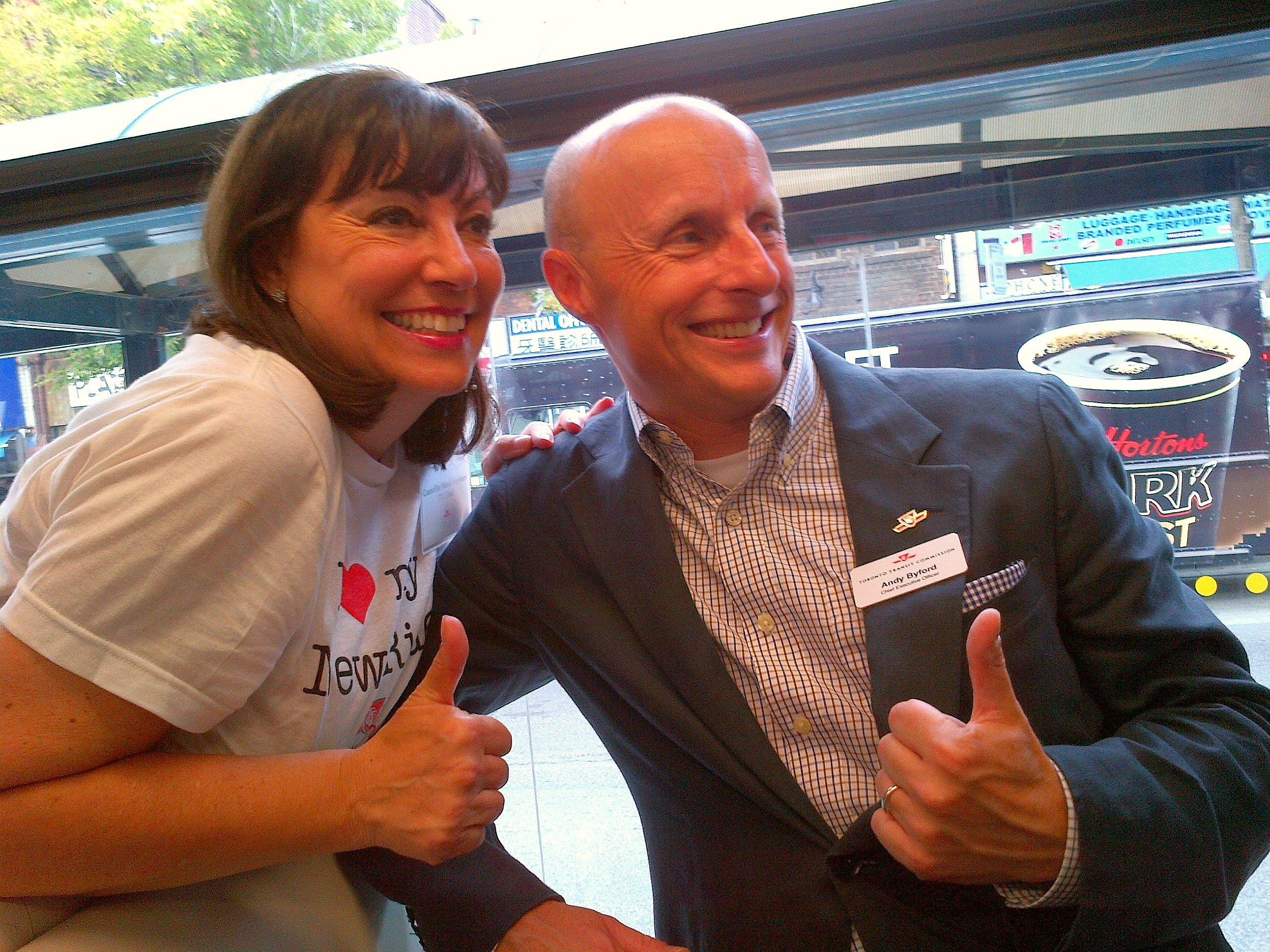
2014年，拜福德在士巴丹拿站與議員瑪麗·奧芝梅莉合影。

在2013年，拜福德啟動了一項5年公司改造計劃。該計劃包括的目標有“TTC現代化改造，改變我們的舊文化，更新鐵路設施和升級我們的服務質量”實現該目標主要是為了“改變TTC現狀和實現我們快速客運系統的升級”從而讓多倫多市民擁有良好的捷運系統而感到驕傲。這個目標最終在2017年6月實現，同年多倫多管理局得到了由美國公共交通協會（APTA）頒發的年度傑出捷運系統獎。
2017年3月，拜福德被國際商業交流者協會（IABC）授予2016年度多倫多交流者的稱號。

### 董事會與委员会
在2014年6月，拜福德被邀請去為安德鲁·库默管理的大都會運輸署（MTA）運輸再投資委員會服務，順便回顧一下MTA的首都計劃是如何操作與維護的。
在2015年，拜福德在APTA的一個研討小組裡提供服務，服務對象主要是波士頓區马萨诸塞湾交通局的冬季運營模式。
在2016年6月，拜福德出席了由華盛頓大都會政府委員會召開的國際運輸CEO召集會，會裡拜福德對華盛頓地鐵的資金提供，管理與運營提出了最優做法。在2017年6月，拜福德作為國際專家座談小組的一員被邀請去參加去為紐約州長科莫舉行的2017年紐約市交通危機會議。
作為鐵路運營商機構的一員，拜福德同時也在APTP的董事會工作。不僅如此拜福德又同時兼任FlyPlymouth的一名主席。他工作的這間公司成立在重新開放的普利茅斯市機場上，而且這間公司也繼續運營舊機場的商業航班。

### 紐約市公共管理局

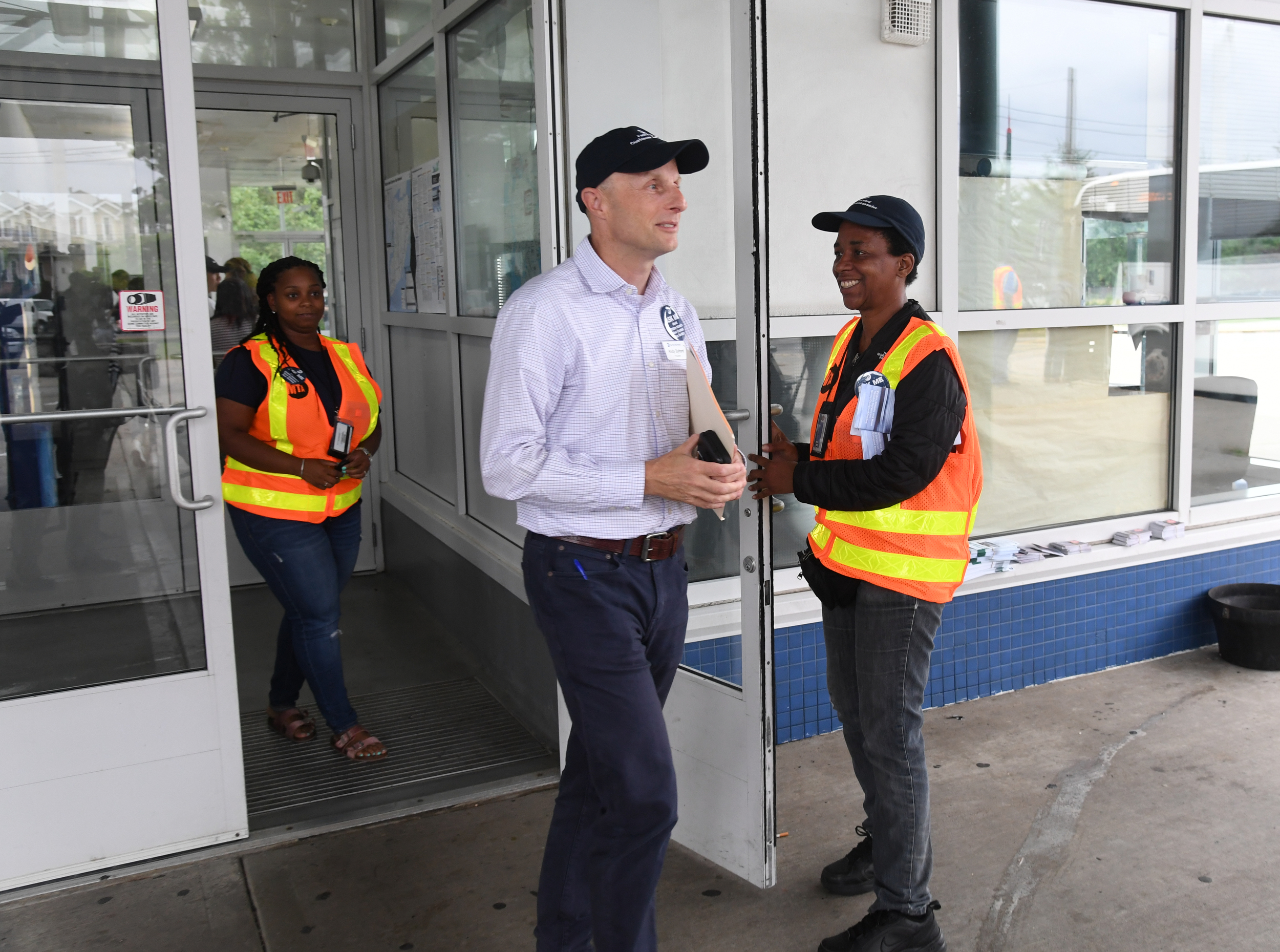
拍攝於2018年8月，拜福德正在參觀史泰登岛上的快速公交網工作站。

在2017年11月21日，拜福德宣佈他會在2017年12月中旬離開多倫多運輸委員會，成為紐約市公共運輸局的董事長，並將領導紐約地鐵走向現代化。拜福德入職紐約市的時間有些特殊，因為他是在2017年紐約市交通危機期間入職。幾天後，《纽约时报》刊登了一則關於MTA近十年來運營不善及投資不足的原因的深入調查報告。拜福德是繼大衛·L·岡恩后第二位能同時率領TTC和NYCTA的非常人物。同時拜福德也是紐約市公共交通管理局的第一位非美裔主管。
拜福德在紐約市公共運輸局任內作出大規模系統改革，改善紐約地鐵班次延誤和管理不善的情況，準時度由上任前的58%提升至80%，獲得部分社會人士好評。
2020年1月23日，由於拜福德不滿紐約州州長安德魯·庫默支持重組大都會運輸署削弱他的職權而決定辭職。

### 伦敦交通局
2020年5月，拜福德被伦敦交通局（TfL）董事会和伦敦市长简世德任命为伦敦交通局局长，接替麦克·布朗，成为伦敦资历最深的交通官员。他在伦敦交通局的基本工资为35.5万英镑，和前两任局长一样。
拜福德在任期间和政府达成2019冠状病毒病疫情期间的财政补贴协议以保证交通局的正常运营，同时伊丽莎白线亦于拜福德在任期间开通。
2022年9月，拜福德因希望回到美国和家人团聚而提出辞职，2022年10月在伊丽莎白线最后一个车站——龐德街站开通后正式离职。

### 美铁
2023年3月，拜福德被任命为美铁副行政总裁，负责美铁的高速铁路事宜，于2023年4月10日就职。拜福德管理下，美鐵支持着多個地區的高速鐵路計劃。
2025年5月起，拜福德被美國總統唐納德·特朗普任命為紐約賓州車站重建的美鐵董事特別顧問，該工程原先由大都會運輸署負責。

## 個人生活
拜福德在1994年迎娶了一位在加拿大出生名為艾莉森的女子，婚禮舉行的地點在安大略省的渥太華市。了解他的人都知道拜福德是一位在行走在公共交通運輸頂層的超級人物，這也表現在作為多倫多市和紐約市運輸處的總管職位上。拜福德的爺爺是一位工作在倫敦運輸的巴士司機。拜福德也保留了他在英國的公民身份。同時，他也是普利茅斯足球俱乐部的忠實粉絲。
在2019年3月，拜福德獲得了由萊斯特大學頒發的終身成就獎，以示他在為公共以示事業所獻出30年努力和奔波的仕途。

## 外部連結
- 维基共享资源上的相關多媒體資源：安迪·拜福德
- 多倫多公車局首席執行官報告[]

| 民事办公室                 | 民事办公室                           | 民事办公室                                  |
| -------------------------- | ------------------------------------ | ------------------------------------------- |
| 上一任 總經理加里·韋伯斯特 | 多倫多公車局首席执行官 2012年–2017年 | 下一任 里克·萊亞里                          |
| 上一任 维罗尼克·哈基姆     | 紐約市公共運輸局主席 2017年—2020年   | 下一任 Craig Cipriano（代理） 理查德·A·戴维 |
| 上一任 麦克·布朗           | 伦敦交通局局长 2020年—2022年         | 下一任 Andy Lord（代理）                    |